# Didymoglossum liberiense
Didymoglossum liberiense là một loài thực vật có mạch trong họ Hymenophyllaceae. Loài này được (Copel.) Copel. miêu tả khoa học đầu tiên năm 1938.